# !Xóõ

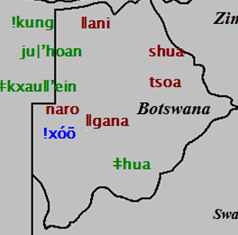
Taa (ook wel !Xòö) bedreigde (blauwe) taal in Botswana en Namibië

Het !Xóõ (ook wel bekend als Taa) is een taal in Namibië en Botswana, behorend tot de Khoisantalen. Een enkele keer wordt de term !Xóõ gebruikt voor het volk dat de taal spreekt. Volgens Ethnologue heeft de taal in Botswana 3000 tot 4000 sprekers en in Namibië 200 sprekers.
De taal behoort tot de zuidelijke subgroep van de Khoisan-talen en is het nauwst verwant aan het =/Hua. Ze is zelf nog in een aantal dialecten verdeeld. Het !Xóõ geniet binnen taalkundige kringen veel faam vanwege zijn enorme klankinventaris: 5 klinkers, 56 ongeaffecteerde medeklinkers en niet minder dan 80 klikmedeklinkers. Ook is er de 'kiss', een klank met een zoengeluid. De klanken uit de klankinventaris verschillen vaak maar op een heel subtiele manier van elkaar.
De taalkundige Anthony Thraill heeft een woordenboek Engels-!Xóõ samengesteld, en een boekje over de fonetiek van de taal uitgebracht.
De taal komt in aanmerking voor een plaats in het Guinness Book of Records vanwege de complexiteit van zijn fonetisch systeem.